# 駐斐濟臺北商務辦事處
駐斐濟臺北商務辦事處，亦稱駐斐濟代表處，是中華民國政府派駐斐濟共和國的代表機構。
辦事處負責推動臺灣與斐濟之間的雙邊關係，以及辦理護照、簽證、文件證明等领事相關業務，並提供僑民服務與旅外國人急難救助，功能等同邦交國的大使館，即實質大使館。館務轄區為基里巴斯、諾魯、東加、瓦努阿图、萨摩亚、新喀里多尼亞、法屬玻里尼西亞、瓦利斯和富圖納等國家與地區。

## 歷史
1971年5月15日，於斐濟首都蘇瓦設立具大使館功能的中華民國駐斐濟商務代表團（Trade Mission of the Republic of China to the Republic of Fiji）。
1975年11月5日，中华人民共和国與斐濟建交，代表團於1976年2月29日撤回，改設立亞東貿易中心。
1987年12月21日，斐濟政府主動宣布將亞東貿易中心復名為中華民國駐斐濟商務代表團。
2019年7月31日，在中華人民共和國對斐濟的施壓下，更名為駐斐濟台北商務辦事處（Taipei Trade Office in Fiji）。
2023年3月15日，斐濟政府決議恢復名稱為中華民國（台灣）駐斐濟商務代表團（Trade Mission of the Republic of China (Taiwan) to the Republic of Fiji），並享有《斐濟外交特權暨豁免法》的外交特權，斐濟外交部於3月24日以節略正式知會。是駐非邦交國機構中唯一使用中華民國國號者。但截至2023年6月1日未能完成掛牌，僅更動官方網站名稱，中華民國外交部回應指斐濟政府面臨中華人民共和國極大的壓力，但仍積極與斐濟政府進行協商。
2023年6月21日，中華民國外交部表示，由於斐濟政府受到中華人民共和國的強大壓力，最終決定將名稱改回駐斐濟台北商務辦事處，並對於斐濟政府未能堅持立場，表示遺憾。2023年9月底，中華民國外交部以及駐斐濟辦事處網頁始更改中、英文名稱。

## 外部連結
- 駐斐濟臺北商務辦事處的Facebook、Twitter